# Сухая Каменка (село)
Сухая Каменка (укр. Суха Кам'янка) — село в Изюмском районе Харьковской области Украины. Входит в Каменский сельсовет.

## Население
Согласно переписи УССР 1989 года численность населения села составляла 122 человека, из которых 45 мужчин и 77 женщин.
По Всеукраинской переписи населения 2001 года в селе проживало 49 человек.

## География
Село находится на берегу реки Сухая Каменка, которая через 2,5 км впадает в реку Северский Донец (правый приток), выше по течению примыкает к селу Тихоцкое. На расстоянии в 1,5 км от села проходит автомобильная дорога E 40 (М-03).

## Название
Своё название село получило от названия протекающей через него реки, которая в особо жаркие годы пересыхает практически полностью.

## Объекты социальной сферы
- Школа (закрыта и разрушена)[источник не указан 743 дня]

## Достопримечательности
- Братская могила советских воинов. Похоронено 1708 воинов.
- Остатки усадьбы и приусадебного парка М. В. Репина, родственника И. Е. Репина, позднее принадлежавшей полковнику Тихоцкому, герою Кавказской войны, в честь которого названо близлежащее село Тихоцкое.